# Gonsalo Garcia

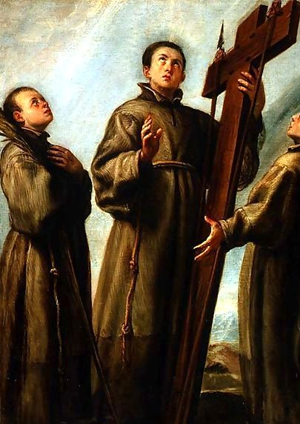
St. Gonsalo Garcia, Darstellung aus dem 19. Jahrhundert

Gonsalo Garcia öfter auch Gundisalvus Garcia oder Gonzalo Garcia (* 1556 in Vasai bei Bombay, Indien; † 5. Februar 1597 in Nagasaki, Japan) war ein indischer Franziskaner-Laienbruder, der in Japan als Märtyrer starb. Er ist der erste kanonisierte Inder, der 1627 selig und 1862 heiliggesprochen wurde.

## Leben

### In Indien

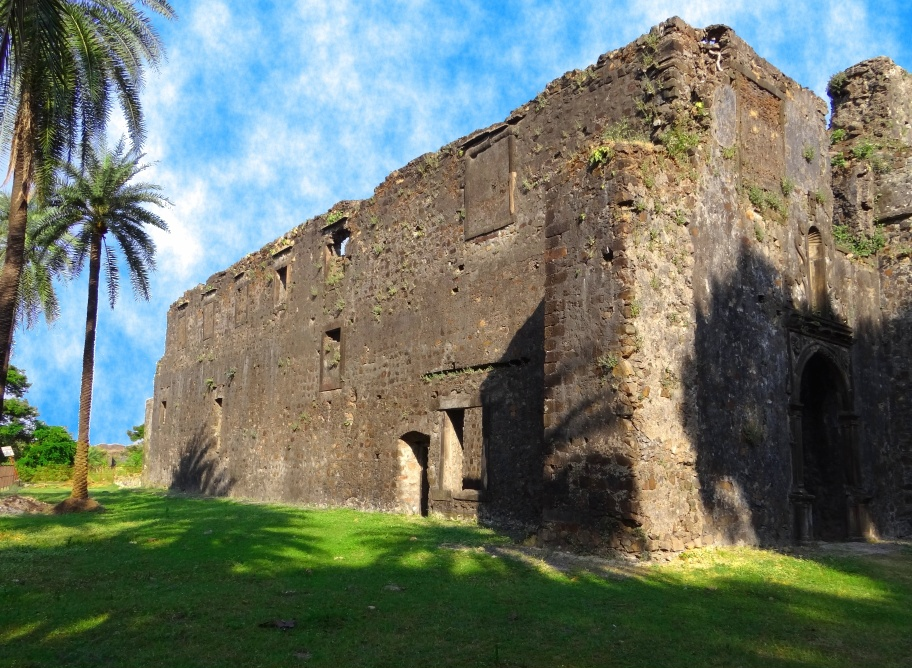
Die Ruinen des portugiesischen Forts von Vasai

Gonsalo Garcia war der Sohn eines in Indien ansässigen Portugiesen und seiner indischen Ehefrau, einer Canaresin. Als richtiger Name des Kindes ist Gundi Slavus Garcia überliefert. Bei der Geburtsstadt Vasai, damals Bassein genannt, handelte es sich um einen portugiesischen Stützpunkt mit einer Festungsanlage und einer Kirche. Garcia ist von Abstammung und sozialem Umfeld ein typischer Vertreter der indischen Volksgruppe sogenannter Goa-Katholiken.
Der portugiesische Jesuitenpater Sebastian Gonsalves wurde sein Förderer und unterrichtete ihn von 1564 bis 1572 im Ordenskolleg von Vasai. Im April 1572 nahm er den 15-jährigen Jungen als Gehilfen mit sich in die Japanmission nach Nagasaki.

### In Fernost
Gonsalo Garcia erlernte schnell Japanisch und wirkte als eifriger Katechet unter den dortigen Neuchristen. Er wollte Jesuit werden, der Orden nahm aber keine Inder und Halb-Inder mehr auf.
Trotzdem blieb er den Missionaren und der Christengemeinde treu verbunden. Er ging nach Macau als Händler und Dolmetscher für die dortigen Portugiesen. Nebenbei wirkte er weiterhin als Laienapostel. Schließlich reiste er 1583 auf die Philippinen nach Manila. Hier pflegte er u. a. Leprakranke und lernte den spanischen Franziskanerpater Peter Baptista kennen, der ihm vorschlug, seinem Orden der Franziskaner-Minoriten beizutreten, wenn das geistliche Leben sein Wunsch sei.
Garcia nahm dieses Angebot an. 1587 trat er in das Noviziat ein und am 3. Juli 1588 legte er die ewigen Gelübde ab. Da er gut Japanisch sprach, wählte ihn der philippinische Botschafter als Dolmetscher zu einer diplomatischen Mission in Japan aus. Sein Tutor Pater Pedro Baptista begleitete sie ebenfalls. So kam der Inder nach Japan zurück und blieb hier als Franziskaner. Er gründete ein Lepra-Heim in Kyōto und ein Kloster in Osaka.
1596 begann in Japan eine Welle der Christenverfolgung. Am 8. Dezember des Jahres wurden die Franziskaner-Minoriten in ihrem Kloster zu Kyōto unter Hausarrest gestellt und einige Tage später verhaftet. Neben dem spanischen Superior Pater Pedro Baptista und Frater Gonsalo Garcia handelte es sich um die drei spanischen Priester Martin de Aguiar, Francis Blanco und Francis de St. Michael sowie um einen weiteren Laienbruder, Philip de las Casas. Im Gefängnis trafen sie mit anderen gefangenen Katholiken zusammen, den japanischen Jesuiten Paul Miki, John Gotto und James Kisai sowie mehreren Laien. Insgesamt waren es 26 Personen, darunter auch drei Kinder im Alter zwischen 12 und 14 Jahren.

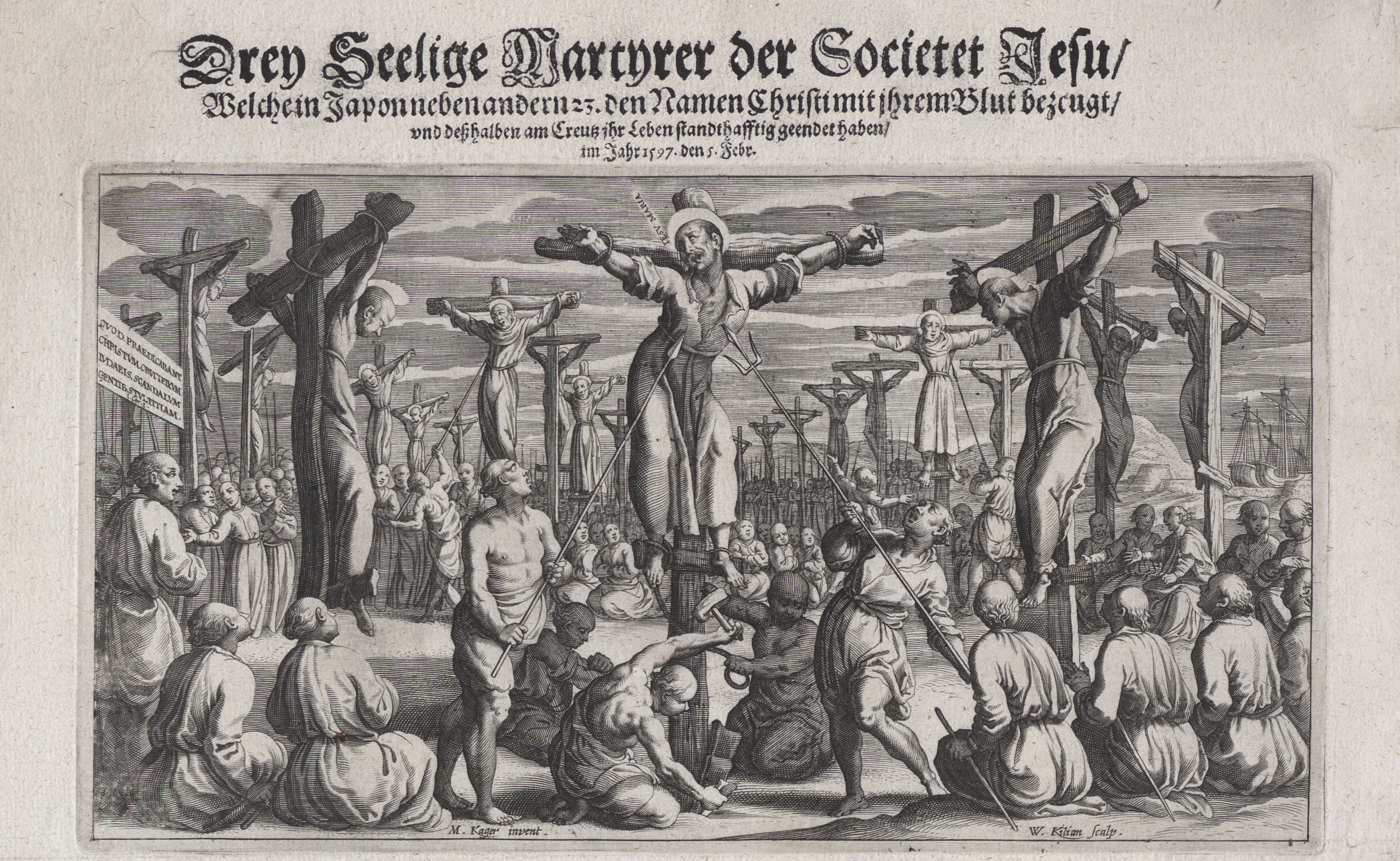
Die Kreuzigung der Märtyrer von Nagasaki, 1597. Stich von Wolfgang Kilian, Augsburg 1628

Da die Christen sich nachhaltig weigerten ihrem Glauben abzuschwören, brachte man sie auf den Hauptplatz von Kyōto und schnitt ihnen öffentlich ein Stück des linken Ohrs ab. Danach führte man sie zum Spott herum, verkündete ihre Verbrechen und rief die Bevölkerung zur Misshandlung der Gefangenen auf. Schließlich verschleppte man sie nach Nagasaki, trieb sie bei großer Winterkälte auf den Hügel Tateyama (Weizenberg) und kreuzigte sie alle gemeinsam.
Von Gonsalo Garcia wird berichtet, dass er als erster an einem bereit liegenden Kreuz ankam und einen Wächter fragte, ob es seines sei. Dieser habe es verneint und ihn zu einem anderen geschickt, das er küsste und sich dann darauf festnageln ließ. Die 26 Kreuze mit den auf dem Boden daran angenagelten Christen seien zur gleichen Zeit aufgerichtet worden. Allen Gekreuzigten wurde, um sie endgültig zu töten, nach einiger Zeit der Brustkorb auf beiden Seiten des Körpers von der untersten Rippe bis zum Schulterblatt mit einer Lanze durchstochen.

## Verehrung
Von Anfang an wurden die Gekreuzigten als Märtyrer verehrt. Man nannte sie „Paul Miki und Gefährten“ oder die „Märtyrer von Nagasaki“. Am 14. September 1627 sprach Papst Urban VIII. den Inder Gonsalo Garcia und alle anderen Märtyrer von Nagasaki selig, am 8. Juni 1862 erfolgte die Heiligsprechung durch Papst Pius IX. Ihr liturgischer Gedenktag ist der 6. Februar. Im indischen Geburtsort Gonsalo Garcias wurde 1942 eine neue Kirche zu seiner Ehre errichtet. Er ist der Schutzpatron der 1998 errichteten Diözese Vasai.